# Xyrauchen
Xyrauchen is een monotypisch geslacht van straalvinnige vissen uit de familie van de zuigkarpers (Catostomidae).

## Soort
- Xyrauchen texanus (Abbott, 1860)